# インフォメーションジョッキー 起きてますか
『インフォメーションジョッキー 起きてますか』（インフォメーションジョッキーおきてますか）は、1966年10月3日から1967年3月31日までフジテレビ系列で放送された朝の情報番組。放送時間は平日7:00 - 8:00（JST）。

## 概要
出勤前のサラリーマンへの情報提供をねらいとする月 - 金曜、一時間帯のナマ放送番組。

内容は、一般ニュースはもちろんのこと、交通ニュース、天気予報、さらには昼食用のうまいものの店の紹介、宝くじの当選番号の発表など、あらゆる情報を折り込む。
前年（1965年）開始した『小川宏ショー』人気を受けて開始した、フジテレビ初の平日7時台の情報番組だったが、わずか半年で『園井啓介セブンショー→セブンショー』へ変更となった。

## 出演者

### 司会
- 竹井みつお

### インフォメーター
- 赤岸幸輔
- 塚原雄太

### 新聞アラカルト
- 三國一朗[2]

### 素人健康診断
- 南部光枝

## その他
- 当番組が開始した1966年10月3日は、8:15から、後に長寿番組となる子供番組『ママとあそぼう!ピンポンパン』も開始しており、2日前の同年10月1日付「産経新聞・夕刊」第8面には、当番組と『ピンポンパン』の合同広告が掲載され、「朝がたのしくなりました」というキャッチフレーズが掲げられていた。